# Грем'ячий
Грем'я́чий (рос. Гремячий) — селище у складі Тотемського району Вологодської області, Росія. Входить до складу Толшменського сільського поселення.

## Населення
Населення — 299 осіб (2010; 481 у 2002).
Національний склад (станом на 2002 рік):
- росіяни — 98 %